# Мартелаго
Мартела̀го (на италиански: Martellago; на венециански: Marteago, Мартеаго) е град и община в Северна Италия, провинция Венеция, регион Венето. Разположен е на 12 m надморска височина. Населението на общината е 21 494 души (към 2014 г.).